# Cyrtarachne bufo
Cyrtarachne bufo là một loài nhện trong họ Araneidae.
Loài này thuộc chi Cyrtarachne. Cyrtarachne bufo được Friedrich Wilhelm Bösenberg & Embrik Strand miêu tả năm 1906.